# Cornelis Ryckwaert
Cornelis Ryckwaert (verm. Utrecht, 1652 - Küstrin, 9 november 1693) was een Nederlands vestingbouwkundige en architect. Zijn ontwerpen staan in de traditie van het Hollands classicisme, in Duitsland meestal als barok aangeduid. Wordt wel gezien als leerling van de Nederlandse architect Pieter Post.

## Leven
Over de afkomst van Ryckwaert bestaan alleen vermoedens. Horst Dauer meent dat hij de zoon zou kunnen zijn van de Utrechtse theoloog Karel Rykwaert (1582-1650). Dat hij een leerling zou zijn van Pieter Post (1608-1669) trekt Van Kempen in twijfel, maar hij kan zich wel vinden in de formulering dat Ryckwaert ... aus der Postschen Schule hervorgegangen ist Voorts is het voorstelbaar dat Ryckwaert in Brazilië actief was, waar Johan Maurits van Nassau-Siegen (1604-1679) als gouverneur voor de West-Indische Compagnie in Recife en Pernambuco omvangrijke bouwprojecten heeft ondernomen. Niet alleen werden hier vestingen gebouwd tegen de invallen van de Spanjaarden, op wie deze gebieden veroverd waren, maar ook burgerwoningen en een paleis voor Johan Maurits. Het is bekend dat de gouverneur, die aan deze functie de bijnaam de Braziliaan heeft overgehouden, Nederlandse vakmensen heeft meegenomen, waaronder bouwmeesters, schilders en biologen.

## Johan Maurits van Nassau-Siegen
Ryckwaert duikt op als vestingbouwkundige in het gevolg van Johan Maurits, graaf van Nassau-Siegen, stadhouder van Kleef, Mark en Ravensberg voor de keurvorst van Brandenburg.. Deze veronderstelt dat Ryckwaert Johann Maurits in 1652 vergezelde bij zijn aankomst, omdat bij die gelegenheid een ingenieur vermeld wordt. Ryckwaert leidde vanaf 1662 de bouw van het Johanniter Ordensschloß te Sonnenburg bij Küstrin aan de Oder, waarvoor Pieter Post als architect wordt aangemerkt. Johan Maurits richtte hier zijn hoofdkwartier in als commandeur van de Johannieter orde in Brandenburg, waartoe hij kort tevoren was benoemd.

## Ryckwaert in Brandenburg

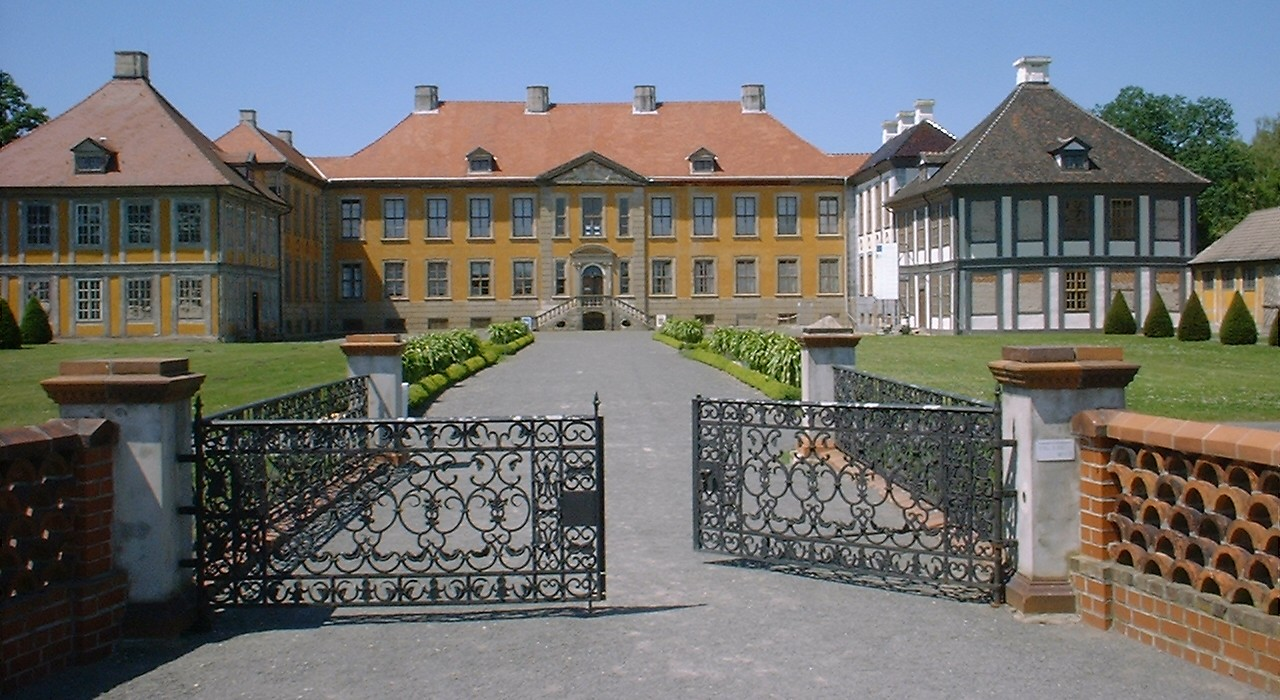
Slot Oranienbaum

Via Johan Maurits kwam Ryckwaert in dienst van de keurvorst Friedrich Wilhelm von Brandenburg. In 1667 volgde hij Tielemans Jonkbloets op als vestingbouwmeester en vestigde hij zich in Küstrin. Deze betrekking liet hem voldoende vrij om andere opdrachten aan te nemen, die meer van zijn architectonische kwaliteiten getuigen dan de militaire versterkingen.
In 1670 ontwierp hij een paleis te Schwedt aan de Oder voor keurvorstin Dorothee, Friedrichs tweede echtgenote, dat stilistisch grote overeenkomst vertoont met Slot Oranienbaum, al is het groter en rijker uitgevoerd.
In 1681 kreeg Ryckwaert van vorst Carl Wilhelm von Anhalt-Zerbst de opdracht voor een paleis in dat echter pas in 1696, drie jaar na de dood van de architect, voltooid werd. Hij ontwierp er ook een nieuwe kerk, de Trinitatiskirche (1682). Voor de stad Schwedt maakte hij een nieuw stedenbouwkundig ontwerp voor de wederopbouw na een grote brand (1684).
Via haar zwager Carl Wilhelm kwam Henriëtte Catharina van Oranje-Nassau in contact met Ryckwaert. Misschien speelde daarbij ook een aanbeveling van haar neef Johan Maurits, die goede contacten onderhield met de Oranjes, een rol. De grondsteenlegging voor het paleis te Oranienbaum vond plaats op 8 juni van het jaar 1683.

## Lijst van ontwerpen
- Slot Schwedt (1670)
- Slot Zerbst (1681-1696)
- Trinitatiskirche te Zerbst (1682)
- Slot Oranienbaum en stedenbouwkundig ontwerp Oranienbaum (1683-1698)
- Stedebouwkudig ontwerp Schwedt (1684)